# Badal Choudhury
Badal Choudhury (ur. 1 listopada 1951) – indyjski polityk.
W 1968 wstąpił do KPI (M). W 1974 został członkiem komitetu stanowego partii w Tripurze. Osiem lat później wszedł w skład sekretariatu tego komitetu. W 1977 został wybrany do zgromadzenia ustawodawczego stanu, reelekcję uzyskał w 1983 i 1988. Pełnił funkcję stanowego ministra rolnictwa, rybołówstwa, nauki i technologii (1983-1988). W 1996 uzyskał mandat deputowanego do Lok Sabhy. Dwa lata później powrócił do działalności politycznej w Tripurze, wchodząc do parlamentu. Wynik ten powtórzył w 2003. Jest członkiem Komitetu Centralnego KPI (M) i ministrem finansów, skarbowości i robót publicznych Tripury.